# Il pleut de l'or
"Il pleut de l'or" er en sang sunget af Michael von der Heide, og komponeret af Heike Kospach og Pele Lorriano.

## Eurovision Song Contest 2010
Sangen var Schweiz' bidrag til Eurovision Song Contest 2010 i Oslo, Norge. Den kvalificerede sig dog ikke til finalen den 29. maj 2010.
| Musik | Spire Denne musikartikel er en spire som bør udbygges. Du er velkommen til at hjælpe Wikipedia ved at udvide den. |